# 書中字有夢女神
《書中字有夢女神》（英語：Ruby Sparks）是美國2012年一部由柔依·卡山所著、強納生·戴頓及薇樂麗·法里執導的浪漫喜劇片。於劇中，保羅·丹諾飾演的作家發現他於書中寫的人物，柔依·卡山飾演的Ruby Sparks出現在他家中。柔依·卡山既是女主角亦是編劇，而兩位主角於現實中亦為一對情侶。

## 外部連結
- 互联网电影数据库（IMDb）上《書中字有夢女神》的资料（英文）